# Erwin Nguéma Obame
Erwin Nguéma Obame (ur. 7 marca 1989 w Bitam) – gaboński piłkarz grający na pozycji obrońcy.

## Kariera klubowa
Karierę piłkarską Nguéma Obame rozpoczął w klubie US Bitam, pochodzącego z jego rodzinnego miasta Bitam. W 2007 roku zadebiutował w jego barwach w pierwszej lidze gabońskiej. Przez 2 lata był podstawowym zawodnikiem zespołu i rozegrał w nim 50 spotkań ligowych, w których strzelił jedną bramkę.
W połowie 2009 roku Nguéma Obame przeszedł do kameruńskiego zespołu Cotonsport Garoua. Grał też w Akanda FC. Od 2016 gra w US Bitam.

## Kariera reprezentacyjna
W reprezentacji Gabonu Nguéma Obame zadebiutował w 2007 roku. W 2010 roku został powołany przez selekcjonera Alaina Giresse'a do kadry na Puchar Narodów Afryki 2010.